# Каприле
Капрѝле (на италиански: Caprile; на пиемонтски: Cavril, Каврил) е село и община в Северна Италия, провинция Биела, регион Пиемонт. Разположено е на 559 m надморска височина. Населението на общината е 213 души (към 2014 г.).